# Richard V. Allen

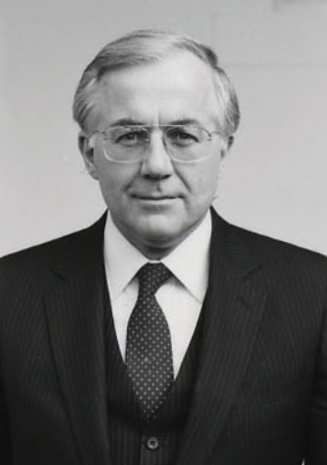
Richard V. Allen

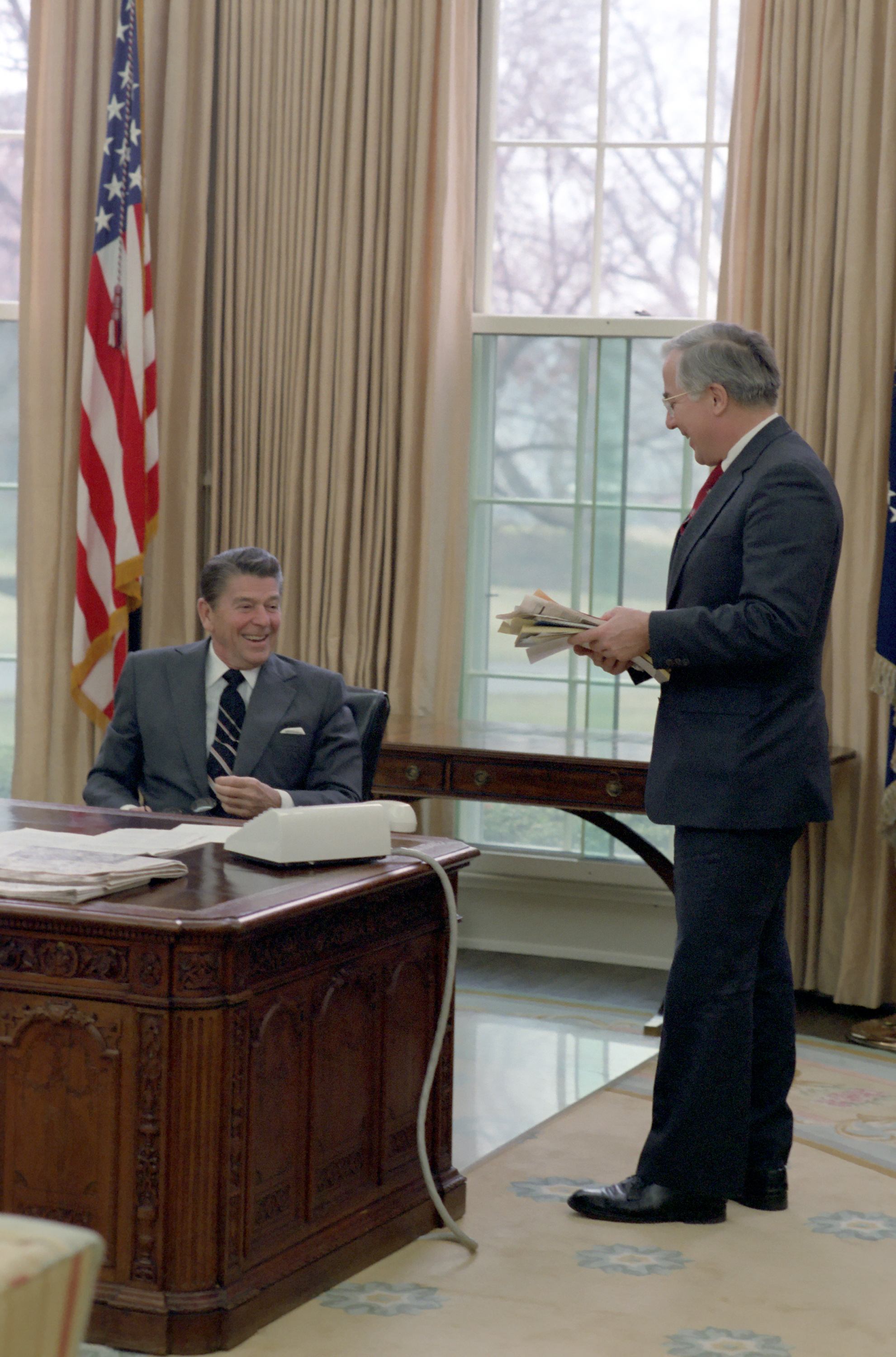
US-Präsident Ronald Reagan und Richard V. Allen (Januar 1981)

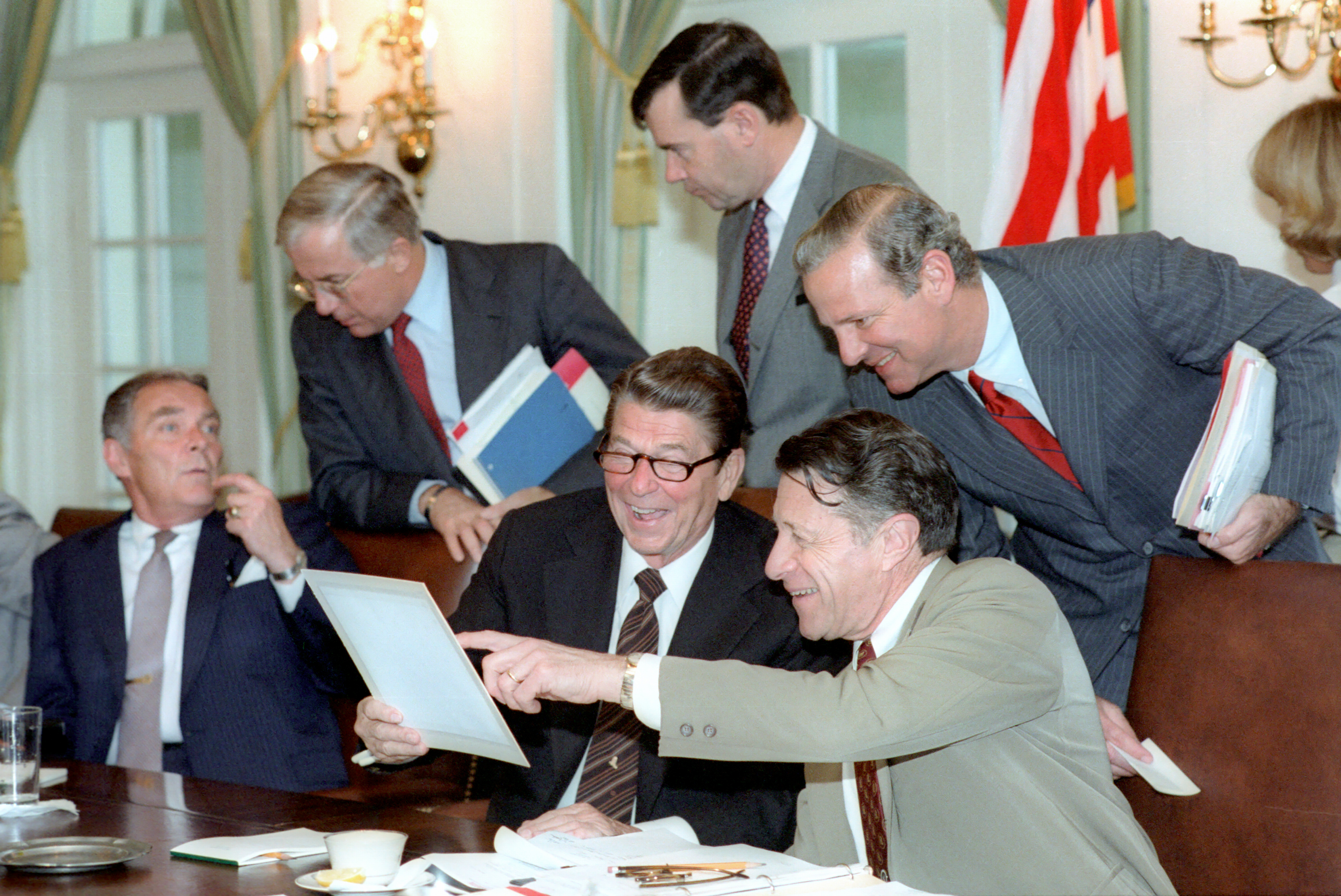
Außenminister Alexander Haig, Allen, Reagan, Vizeaußenminister William P. Clark, Stabschef James Baker, Verteidigungsminister Caspar Weinberger (Mai 1981)

Richard „Dick“ Vincent Allen (* 1. Januar 1936 in Collingswood, New Jersey; † 16. November 2024 in Denver, Colorado) war ein Nationaler Sicherheitsberater der USA, der nach weniger als einem Jahr Amtszeit von dieser Funktion am 4. Januar 1982 wegen des Vorwurfs einer angeblichen Unterschlagung von 1000 Dollar zurücktrat.

## Leben
Nach dem Schulbesuch studierte Allen zuerst an der University of Notre Dame in Indiana und schloss dieses Studium 1957 mit einem Bachelor of Arts (B.A.) ab. Ein dortiges anschließendes postgraduales Studium der Politikwissenschaften beendete er 1958 mit einem Master of Arts (M.A. Political Science). Daneben absolvierte er Gaststudienaufenthalte an der Albert-Ludwigs-Universität Freiburg sowie der Ludwig-Maximilians-Universität München.
Allen, der Mitglied der Republikanischen Partei war, war Mitglied des Beratungsgremiums des Republican National Committee für nationale Sicherheit und internationale Angelegenheiten. Nach einer Tätigkeit als leitender Mitarbeiter der Hoover Institution von 1966 bis 1968, war er erst außenpolitischer Koordinator des republikanischen Präsidentschaftskandidaten Richard Nixon und nach dessen Wahl 1969 für einige Zeit stellvertretender Nationaler Sicherheitsberater der USA.
Später wurde er zum außenpolitischen Chefberater von Ronald Reagan. Im Januar 1977 sagte ihm dieser in Los Angeles:
„Dick, meine Idee US-amerikanischer Politik gegenüber der Sowjetunion ist einfach, und einige werden wahrscheinlich sagen, zu einfach. Es ist die: Wir gewinnen und sie verlieren. Was denkst du darüber?“ Allen stimmte dem zu, und nachdem Reagan die Präsidentschaftswahl am 4. November 1980 gewann, wurde Allen von diesem zum Nationalen Sicherheitsberater ernannt und trat dieses Amt offiziell am 20. Januar 1981 an.
Nach weniger als einjähriger Amtszeit trat er am 4. Januar 1982 zurück, nachdem es zu internen politischen Meinungsverschiedenheiten in der Regierung kam, die seine Beziehung zum Präsidenten nachhaltig belasteten. Zu dieser Zeit kamen auch Gerüchte auf, dass er angeblich 1000 Dollar für ein Interview mit First Lady Nancy Reagan von einer japanischen Zeitschrift unterschlagen hätte, obwohl Ermittlungen des Justizministeriums sowie des Rechtsberaters des Weißen Hauses ergaben, dass es für diese Behauptungen keine haltbaren Beweise gab.
Tatsächlich sollte sich dieser Vorgang wie folgt abgespielt haben: Allen versuchte ein Interview mit dem japanischen Magazin zu vermitteln, war aber aus irgendeinem Grund erfolglos. Daraufhin arrangierte irgendein Mitarbeiter des Weißen Hauses das Interview, bei dem Allen zufällig anwesend war. Nach dem Interview versuchten die japanischen Journalisten die 1000 Dollar Honorar der First Lady zu übergeben, allerdings übernahm er das Geld und übergab dieses seinem Sekretär mit der Instruktion, das Honorar dem Finanzministerium zu übersenden. Unglücklicherweise hinterlegte der Sekretär das Geld in Allens Bürotresor und vergaß dieses dort.
Seit 1988 war er für den Council for National Policy tätig, ein 1981 von dem Evangelikalen Tim LaHaye gegründetes konservatives Forum zur Förderung der politischen und christlichen Rechten.
Des Weiteren engagierte er sich in zahllosen außen- und sicherheitspolitischen Angelegenheiten innerhalb Regierungs- und Nichtregierungsorganisationen und war unter anderem für den Nationalen Sicherheitsrat, das Defense Policy Board Advisory Committee des Verteidigungsministeriums, das President’s Intelligence Advisory Board, das Beratungsgremium des Capital Research Center, den Vorstand der Catholic Campaign for America, das Beratungsgremium des Center for Strategic and International Studies (CSIS), das Committee on the Present Danger, den Council on Foreign Relations, das Treuhandgremium des Intercollegiate Studies Institute (ISI), im Beratungsgremium der International Crisis Group (ICG), das Project for the New American Century (PNAC), im Nixon Center sowie im Board of Governors der Ronald Reagan Presidential Library.
Darüber hinaus wurde Allen, der auch Mitglied des Souveränen Malteserordens war, Distinguished Fellow der Heritage Foundation sowie Senior Fellow der Hoover Institution.